# 150-Meilen-Rennen von Road Atlanta 1981

Road Atlanta

Das 150-Meilen-Rennen von Road Atlanta 1981, auch Road Atlanta GT II (Camel GTU Race), Road Atlanta, fand am 13. September dieses Jahres auf dem Rundkurs von Road Atlanta statt. Das Rennen war der 20. Lauf der IMSA-GTP-Serie 1981.

## Das Rennen
Das 150-Meilein-Rennen war bereits der vierte Wertungslauf der in diesem Jahr auf dem Kurs von Road Atlanta ausgefahren wurde. Zwei dieser Rennen zählen nur zu GTU-Wertung. Im April gab es das 100-Meilen-Rennen das von John Fitzpatrick auf einem Porsche 935K3/80 gewonnen wurde. Beim 150-Meilen-Rennen blieb Brian Redman im Lola T600 erfolgreich. Der Brite war der Konkurrenz deutlich überlegen und hatte im Ziel einen Vorsprung von mehr als einer Runde auf den Rest des Feldes.

## Ergebnisse

### Schlussklassement
| 1           | GTX | 7  | Cooke Woods Racing      | Brian Redman                | Lola T600           | 60 |
| 2           | GTX | 0  | Interscope Racing       | Ted Field                   | Porsche 935K3/80    | 59 |
| 3           | GTX | 46 | de Narváez Enterprises  | Mauricio de Narváez         | Porsche 935J        | 58 |
| 4           | GTO | 25 | Red Lobster Racing      | Kenper Miller               | BMW M1              | 57 |
| 5           | GTO | 11 | Kendall Racing          | Dennis Aase                 | BMW M1              | 56 |
| 6           | GTX | 77 | Larry Stephens          | Hershel McGriff             | Chevrolet Corvette  | 56 |
| 7           | GTO | 5  | Denny Wilson            | Denny Wilson                | BMW M1              | 55 |
| 8           | GTO | 54 | Montura Racing          | Tony Garcia                 | BMW M1              | 55 |
| 9           | GTO | 83 | Electramotive           | Don Devendorf               | Datsun 280ZX Turbo  | 55 |
| 10          | GTO | 67 | Joe Crevier             | Joe Crevier                 | BMW M1              | 53 |
| 11          | GTO | 04 | T & R Racing            | Rene Rodriguez Ernesto Soto | Porsche Carrera RSR | 53 |
| 12          | GTX | 74 | Del Russo Taylor        | Del Russo Taylor            | Chevron GTP         | 51 |
| 13          | GTO | 12 | Ford Smith              | Ford Smith                  | Chevrolet Corvette  | 51 |
| 14          | GTX | 44 | Stratagraph             | Billy Hagan Gene Felton     | Chevrolet Camaro    | 50 |
| 15          | GTO | 38 | Ron Case                | Ron Case                    | Porsche Carrera     | 46 |
| 16          | GTO | 71 | Philip Keirn            | Philip Keirn                | Chevrolet Corvette  | 46 |
| Ausgefallen |     |    |                         |                             |                     |    |
| 17          | GTX | 8  | John Paul               | John Paul junior            | Lola T600           | 50 |
| 18          | GTX | 2  | BMW North America       | David Hobbs                 | BMW M-1/C           | 40 |
| 19          | GTX | 86 | Bayside Disposal Racing | Bruce Leven Hurley Haywood  | Porsche 935/80      | 27 |
| 20          | GTO | 21 | Lloyd Frink             | Lloyd Frink                 | Chevrolet Corvette  | 26 |
| 21          | GTX | 1  | John Fitzpatrick Racing | John Fitzpatrick            | Porsche 935K3/80    | 19 |
| 22          | GTX | 30 | Momo Penthouse          | Giampiero Moretti           | Porsche 935/78-81   | 19 |
| 23          | GTO | 31 | Midwest Team Corvette   | Larry Trotter               | Chevrolet Corvette  | 17 |
| 24          | GTO | 79 | Tom Winters             | Tom Winters                 | Porsche 924 Carrera | 15 |
| 25          | GTX | 22 | Marty Hinze             | Marty Hinze Joe Varde       | Porsche 935         | 9  |
| 26          | GTX | 47 | Dan Furey               | Dan Furey                   | Furey Mk.1          | 9  |
| 27          | GTX | 18 | JLP Racing              | John Paul senior            | Porsche 935 JLP-3   | 8  |
| 28          | GTX | 10 | Fuchs-Whitaker Racing   | Jimmy Tumbleston            | Chevrolet Camaro    | 6  |
| 29          | GTO | 37 | Kendco Ent. Ed Kuhel    | Dick Neland                 | Chevrolet Camaro    | 3  |

### Nur in der Meldeliste
Hier finden sich Teams, Fahrer und Fahrzeuge, die ursprünglich für das Rennen gemeldet waren, aber aus den unterschiedlichsten Gründen daran nicht teilnahmen.
| Pos. | Klasse | Nr. | Team                               | Fahrer         | Chassis             |
| ---- | ------ | --- | ---------------------------------- | -------------- | ------------------- |
| 30   | GTX    | 00  | Interscope Racing                  |                | Porsche 935K3/80    |
| 31   | GTX    | 9   | Garretson Racing Style Auto Racing | Bobby Rahal    | Porsche 935K3/80    |
| 32   | GTX    | 17  | Pepe Romero                        | Joe Varde      | Porsche 935         |
| 33   | GTO    | 34  | Drolsom Racing                     | George Drolsom | Porsche 924 Carrera |
| 34   | GTO    | 48  | Dynasales                          | John Carusso   | Chevrolet Corvette  |
| 35   | GTO    | 48  | C. C. Canada                       | C. C. Canada   | Chevrolet Corvette  |

### Klassensieger
| Klasse | Fahrer        | Fahrzeug  | Platzierung im Gesamtklassement |
| ------ | ------------- | --------- | ------------------------------- |
| GTX    | Brian Redman  | Lola T600 | Gesamtsieg                      |
| GTO    | Kenper Miller | BMW M1    | Rang 4                          |

### Renndaten
- Gemeldet: 35
- Gestartet: 29
- Gewertet: 16
- Rennklassen: 2
- Zuschauer: unbekannt
- Wetter am Renntag: unbekannt
- Streckenlänge: 4,055 km
- Fahrzeit des Siegerteams: 2:03:24,433 Stunden
- Gesamtrunden des Siegerteams: 60
- Gesamtdistanz des Siegerteams: 243,043 km
- Siegerschnitt: 118,306 km/h
- Pole Position: John Fitzpatrick – Porsche 935K3/80 (#1) – 1:18,825 – 185.219 km/h
- Schnellste Rennrunde: Brian Redman – Lola T600 (#7) – 1:20,460 – 181,457 km/h
- Rennserie: 20. Lauf zur IMSA-GTP-Serie 1981